# Freddie Fingers Lee
Freddie Fingers Lee (* 24. November 1937 in Chopwell, County Durham, Vereinigtes Königreich als Frederick John Cheeseman; † 13. Januar 2014 in Newcastle, Vereinigtes Königreich) war ein britischer Rockabilly-Sänger und Pianist.

## Karriere
Zusammen mit einigen Arbeitskollegen startete Lee seine Karriere als Gitarrist in einer kleinen Skiffle-Band, bis er 1960, zunächst ebenfalls als Gitarrist zu Screaming Lord Sutch stieß, von dem er seinen Künstlernamen erhielt. Lee spielte nicht nur auf Sutchs Hitsingle Jack the Ripper, er übernahm auch die Rolle der Prostituierten, die von Jack, dargestellt von Sutch, während der Auftritte ermordet wird. Lee war Pianist bei Eden Kane, der mit Cliff Richard und Marty Wilde tourte. Er war Studiomusiker bei Alvin Lee, Ian Whitcomb und Twinkle.
Im Hamburger Star-Club wurde Lee als Pianist der clubeigenen Band angestellt und hatte so die Möglichkeit mit einigen seiner Idole wie Sam Cooke, Jerry Lee Lewis und Chuck Berry zu musizieren.
1965 stieß Lee zu Hurricane Henry and the Shriekers, der Band von Ian Hunter, Miller Anderson und Pete Philips und ging mit einer wilden Bühnenshow auf Tour. Hier zeigte er Handstände auf dem Klavier, spielte Sequenzen mit dem Fuß und zerstörte sein Klavier zum Ende des Auftrittes, indem er es anzündete oder mit einer Kettensäge oder Axt zerlegte.
1978 trat Lee in der Neuauflage der britischen Fernsehshow Oh Boy! von Jack Good auf, die Shakin’ Stevens zum Star machte. Ab hier begann er, sein fehlendes Auge unter einer Augenklappe zu verstecken, die, neben dem Cowboyhut, sein Markenzeichen werden sollte. 1980 hatte Freddie Lee neben Bill Haley, Flying Saucers und Ray Campi einen Auftritt in dem Musikdokumentationsfilm Blue Suede Shoes.
Lee trat regelmäßig bei Rock-’n’-Roll-Konzerten in Europa auf. 1993 tourte er mit Jack Scott und Charlie Gracie. Mit zunehmendem Alter widmete er sich mehr der Country-Musik.

## Leben
Sein rechtes Auge verlor Lee bereits als Kind durch einen abgeprallten Dartpfeil beim Spiel mit seinem Vater. Während seiner Zeit als Gerüstbauer brachte sich Lee das Klavierspielen auf dem Klavier seiner Vermieterin selber bei. Laut seiner Tochter liebte es Lee, sein Glasauge unbemerkt in Getränken seiner Gesprächspartner verschwinden zu lassen. 2002 erlitt der mittlerweile zweimal verheiratete und geschiedene Lee zwei Schlaganfälle, die seine Bühnenkarriere beendeten. Zum Zeitpunkt seines Todes lebte Lee in einem Pflegeheim, wo er an den Folgen einer Lungenentzündung starb.

## Diskografie

### Singles
- 1977: Down on the Farm / My Buckets Got a Hole in It
- 1978: White Christmas / My Mother
- 1979: One-Eyed Boogie Boy / I’m a Nut
- 1982: I’m Alabamy Bound / Joe Brown and Me
- 1984: Tom Dooley / Hold Me
- 1986: Chains / One Eye’s Back

### Alben
- 1978: Freddie “Fingers” Lee
- 1979: Ol’ One-Eye’s Back
- 1981: Rockin’ with My Piano
- 1991: Born to Rock
- 1994: 77 Sunset Strip